# Sonny Landham
Sonny Landham, pseudonimo di William M. Landham (Canton, 11 febbraio 1941 – Lexington, 17 agosto 2017), è stato un attore statunitense.

## Biografia
Discendente del popolo Cherokee e del popolo Seminole, Landham inizia la propria carriera cinematografica come attore porno. Dal 1969 al 1978 infatti è nel cast di una ventina di film pornografici. Nel 1979 recita nel film cult di Walter Hill I guerrieri della notte nei panni di un ufficiale di polizia. Dopo questa piccola apparizione, entra nel giro dei film d'azione per i seguenti due decenni, gli anni ottanta e gli anni novanta. Recita in molti film del genere grazie al suo fisico possente (muscoloso ed alto 1,91 m), alla voce profonda e alle sue origini nativo americane. Nella prima metà degli anni novanta lavora sempre più sporadicamente nelle pellicole d'azione, riuscendo tuttavia a ritagliarsi qualche ruolo grazie alla sua presenza fisica.
Il 19 settembre 2006, Sonny Landham rimane coinvolto in un incidente stradale ad Ashland, nel Kentucky, a seguito del quale subì l'amputazione delle gambe.
Muore il 17 agosto 2017, all'età di 76 anni, a causa di insufficienza cardiaca.

### Vita privata
È stato sposato tre volte. Il primo matrimonio fu con Marlene Willoughby; Il secondo, dal 1995 al 1998, con Belita Adams, da cui ha avuto un figlio. Ha vissuto fino alla fine dei suoi giorni con Jessica Wilson, sua terza moglie, da cui ha avuto un altro figlio.

## Carriera politica
Nel maggio 2002 fu scelto come candidato alla carica di governatore del Kentucky, ma il 18 giugno 2003 convocò una conferenza in cui annunciò il suo ritiro per la carica.
Nel giugno 2008 annuncia la candidatura per il Senato degli Stati Uniti per il Partito Libertario, ma perse contro Mitch McConnell.
Ha prodotto, diretto e commentato un DVD circa l'educazione politica, uscito sul mercato nel 2006; è stato anche impegnato nel ruolo di Presidente nella Sonny Landham Foundation, che tratta sempre l'insegnamento politico nelle scuole di tutti gli Stati Uniti d'America, facendo lui stesso discorsi in tutta la nazione.

## Filmografia parziale

### Attore

#### Cinema
- The Love Bus, regia di Shaun Costello (1974)
- I pomeriggi privati di Pamela Mann (The Private Afternoons of Pamela Mann), regia di Radley Metzger (1974)
- I guerrieri della notte (The Warriors), regia di Walter Hill (1979)
- Una notte d'estate (Gloria), regia di John Cassavetes (1980)
- I guerrieri della palude silenziosa (Southern Comfort), regia di Walter Hill (1981)
- Poltergeist - Demoniache presenze (Poltergeist), regia di Tobe Hooper (1982)
- 48 ore (48 Hrs.), regia di Walter Hill (1982)
- Il tempio di fuoco (Firewalker), regia di J. Lee Thompson (1986)
- Predator, regia di John McTiernan (1987)
- Action Jackson, regia di Craig R. Baxley (1988)
- Sorvegliato speciale (Lock Up), regia di John Flynn (1989)
- Kickboxing mortale (Best of the Best 2), regia di Robert Radler (1993)
- Billy Lone Bear, regia di Sonny Landham (1996)

#### Televisione
- Truck Driver (B.J. and the Bear) - Serie TV, episodio 3x07 3x07 (1981)
- A-Team (The A-Team) - Serie TV, episodio 3x08 (1984)
- Hardcastle & McCormick (Hardcastle and McCormick) - Serie TV, episodio 2x17 (1985)
- Professione pericolo (The Fall Guy) - Serie TV, episodio 5x21 (1986)
- Miami Vice - Serie TV, episodio 3x22 (1987)
- Detective Extralarge - Serie TV, 1 episodio (1993)

### Regista
- Billy Lone Bear (1996)

### Produttore
- Billy Lone Bear (1996)

### Stuntman
- Una notte d'estate (Gloria) (Gloria), regia di John Cassavetes (1980)
- Agenzia omicidi (Grace Quigley), regia di Anthony Harvey (1984)

## Doppiatori italiani
Nelle versioni in italiano delle opere in cui ha recitato, Sonny Landham è stato doppiato da:
- Alessandro Rossi in Il tempio di fuoco, Sorvegliato speciale
- Vittorio Amandola in Predator
- Gianfranco Bellini ne I guerrieri della notte
- Raffaele Uzzi in 48 ore